# Carlyle Smith Beals
Pour les articles homonymes, voir Beals.
Carlyle Smith Beals (né le 29 juin 1899 à Canso en Nouvelle-Écosse et décédé le 2 juillet 1979) était un astronome canadien.

## Biographie
Beals a travaillé à l'observatoire astrophysique du Dominion en Colombie-Britannique jusqu'en 1946. Il a étudié les raies d'émission d'un certain nombre d'étoiles chaudes ainsi que les gaz situés dans l'espace interstellaire. Il a également développé différents instruments astronomiques.
À partir de 1946, il travaille à Ottawa et étudie les cratères de météorites au Canada. Il prend sa retraite en 1964.

## Honneurs
- Officier de l'Ordre du Canada en 1969
- (3314) Beals, astéroïde nommé en son honneur
- Cratère Beals sur la lune
- Notices d'autorité :   - VIAF
  - ISNI
  - IdRef
  - LCCN
  - Pays-Bas
  - Tchéquie
  - WorldCat